# Jaron Schäfer
Jaron Schäfer (* 14. Juli 1993) ist ein deutscher Fußballspieler. Er spielt seit Sommer 2014 für den FC 08 Homburg.

## Karriere
2005 kam Schäfer von Wemmatia Wemmetsweiler zum 1. FC Saarbrücken. Ab der Saison 2011/12 wurde er in der zweiten Mannschaft in der Oberliga eingesetzt. In der folgenden Saison bestritt er außerdem ein Drittligaspiel für die erste Mannschaft.
Seit der Saison 2014/15 spielt Schäfer für den FC 08 Homburg.